# ペーネレオース
ペーネレオース（古希: Πηνέλεως, Pēneleōs）は、ギリシア神話の人物である。長母音を省略してペネレオスとも表記される。ヒッパルモスの子、あるいはヒッパルコスとアステロペーの子、あるいはイトーノスの子ヒッパルキモスの子。アルゴナウタイの1人、ヘレネーの求婚者の1人。
トロイア戦争では、テーバイ王テルサンドロスがミューシアで戦死したとき、王の子ティーサメノスが若かったためテーバイの武将に選ばれ、ボイオーティア勢の長として、レーイトス、アルケシラーオス、プロトエーノール、クロニオスとともに参加し、12隻の軍勢を率いた。ペーネレオースはプロマコスを討ったアカマースを退かせつつ、ポルバースの子イーリオネウス、さらにリュコーンを討ったが、ゼウスがトロイアの味方をしてアイギスを振りかざしたとき一番に逃げ出し、プーリュダマースの槍に傷つけられた。その後テーレポスの子エウリュピュロスに討たれたとも、戦死せずに木馬作戦に参加し、コロエブスを討ったともいう。
なお、ペーネレオースには子オペルテースがあり、ダマシクトーン、プトレマイオス、クサントスと子孫が続いた。他にはピロータースがいた。ダマシクトーンはティーサメノスの死後、テーバイ王。。